# Żużel
Żużel è un film del 2020 diretto da Dorota Kedzierzawska.

## Trama
Lova, giovane e affascinante campione di speedway motociclistico, si ritrova ad affrontare i suoi problemi e le sue paure che lo perseguitano sia a casa che in pista. Tutto si complica quando il giovane conosce la bella Roma.

## Distribuzione
Il film è stato presentato in anteprima al Festival del cinema di Gdynia l'11 dicembre 2020.
Venne poi distribuito nei cinema polacchi dalla Kino Swiat il 16 luglio 2021.

## Riconoscimenti
- 2020 - Festival del cinema di Gdynia
  - Nomination Miglior film